# 润州区
润州区是江苏省镇江市的一个市辖区，地处镇江西部，因镇江古称“润州”而得名:29。
润州区東隔大运河與镇江市京口区相鄰，东南部分地段与镇江新区相接，北濱长江，有潤揚長江大橋可与扬州相連。面积132.68平方公里。从2009年，伴随“镇江南拓”战略实施，建成了南徐新城，在建官塘新城，其中南徐新城成为镇江新的政治、经济、商业、文化中心。區人民政府駐潤州路5號。

## 历史
西周时，其地称“宜”。春秋时期名朱方，属吴国。后更名谷阳。秦朝置丹徒县，属會稽郡:29。东汉末年，其地称京口:4。隋朝开皇十五年（595年），分蒋州置润州，州治丹徒县。润州区得名于此。民国时，丹徒县改名镇江县:29。
1949年4月，解放军攻占镇江县。新政权以镇江县城区和郊区为镇江市，其余为丹徒县。同年6月，设立镇江市城郊区，后经多次变更。1981年3月，设立镇江市郊区人民政府，即镇江地区所辖镇江市的郊区。1983年3月，实行市管县体制，镇江市筹建县级建制的郊区。9月，经江苏省人民政府批准，撤销原郊区和谏壁区，合并设立镇江市郊区人民政府。全区下辖七乡一镇：象山乡、七里甸乡、渔业乡、蒋乔乡、官塘桥乡、汝山乡、丹徒乡、誎壁镇:29。
1984年10月，镇江市郊区人民政府更名镇江市润州区人民政府。原韦岗铁矿下辖的船山、红旗大队划归润州区，新设韦岗镇。至此，润州区管辖七乡两镇，以及四个国营场圃：水产养殖场、黄山园艺场、象山茶场、镇江林场，另代管江苏省国营共青团农场:29。

## 行政区划
润州区下辖8个街道办事处：
宝塔路街道、和平路街道、金山街道、七里甸街道、蒋乔街道、官塘桥街道、韦岗街道和南山街道。

## 人口
润州区第七次全国人口普查公报2020七人普，全区常住人口为239892人，与2010年第六次全国人口普查的255509人相比，十年共减少15617人，下降6.11 %，年平均下降0.63%。 全区共有家庭户90800户，集体户3844户，家庭户人口为221880人，集体户人口为18012人。

## 交通
2000年以后，随着“镇江南拓”策略的实施，建设了“南徐新城”、”官塘新城”，镇江市政府及其附属机构从老城区（京口区），搬入润州区下的南徐新城，一些文化厂馆开始在“官塘新城”开工建设，大量的城市综合体，例如万达广场，常发广场，潮流广场（沪宁城际镇江站商业区），颐高广场，领城国际，东方伟业，协信.太古城，美的城，绿地中央广场（京沪高铁镇江南站商务区），九润广场，旭辉城，形成了多个与大市口商业群竞争的商业圈，其中以万达广场为代表，与周边的常发广场、颐高广场（数码广场、餐饮、休息）、领城国际（公寓，餐饮，写字楼）形成了镇江第二商业中心---城际（万达）商业圈（沪宁城际广场镇江站），是整个镇江大市范围内，最时尚，最具人气的商群，吸引着镇江本市，丹徒，镇江新区（大港地区，丁卯地区），扬中，丹阳，句容，扬州，江都，仪征等地的年轻和白领在周末外出旅行的同时来此休闲购物。

## 商业
具有上百年历史的镇江老商业区“大西路”基本上坐落在今天的润州区境内，整条大西路有着上百年历史的宴春酒楼、存仁堂药店、鼎大祥绸布店、谢馥春、亨德利钟表、大西路福音堂、山巷清真寺、镇江英国领事馆旧址。1970年代开始，伴随着长江路（苏北路）码头搬到镇江东边的大港地区，老火车站搬迁到镇江东边的李家山地区，1978年以后以大西路为代表的传统商业区被大市口商业区取代，商业一度开始变得很清淡，从2000年开始，伴随以西津渡古渡和古渡周围明清和民国建筑的重新修缮和保护，这一区域被以“西津渡”为代表的新旅游观光，文化创作，餐饮休闲的旅游景点进行重新开发，成为镇江旅游的吸引国内外旅客最具吸引力的旅游招牌和景点，展现了镇江1800多年江河航运和码头商业文化。

## 旅游
润州区拥有著名的旅游景点金山寺（江天禅寺）、镇江赛珍珠故居、中山广场（原京沪铁路镇江西站该站而成）、文宗閣（藏有四库全书、天下第一泉（中冷泉--由茶圣唐代陆羽选品出）、芙蓉楼（唐代著名诗人王昌龄宴宾送客之地，写有组诗《芙蓉楼送辛渐》二首）、金山湖.
西津渡古街（包括元代昭关石塔、唐代观音洞，清代京口救生会、小山楼、云台閣）、道教的紫阳宫和铁柱宫、清代玉山大码头（包含超岸寺）、云台山（伯先公园）、大西路福音堂、山巷清真寺、镇江英国领事馆旧址（镇江博物馆）、伯先路、广肇公所旧址 (镇江)、京畿路、世界红卍字会江苏省分会（江苏省红万字会--中国的宗教慈善组织）。
南山国家风景区（包括昭明太子读书台、鹤林寺、高崇寺（江苏镇江市唯一的地藏菩萨道场早在唐太宗13年（公元639年）就建起了高崇寺院，迄今已有1371年。）、莲花洞遗址景区、文苑景区、竹林寺、招隐寺、九华山景区、观音山景区、黄鹤山景区（内有米芾墓）、龙脉团山遗址景区。
镇江韦岗温泉（纯天然“氡锶复合泉”，该泉水与南京汤山温泉为同一热水构造带。泉中矿物质极为丰富，含30多种对人体有益的元素，具有非常独特的医疗价值），位于江苏省镇江高骊山下韦岗铁矿境内。温泉附近还有高骊山，句容的昆伦湖等风景点。
彭公山石晶洞（被地质界誉为“世界少有，全国罕见”的彭公山晶洞位于润州区蒋乔镇乔家门村。彭公山晶洞系全国罕见的一座方解石结晶洞穴，其结晶石花晶莹剔透，天生奇趣而绝胜天下，不仅有旅游观赏价值，而且有很高的科学价值）。
镇江市润州道院（又名黄大仙庙），位于镇江市西区金牛山，俗名小牛山，又名逍遥山，古有小茅山之称。据史料记载，古代仙人，赤松子黄初平（黄大仙）曾云游采赤石脂于此。并留大仙古井一口。其泉清澈甘甜，可以治病。由于黄初平在此做了许多除病救难，佑福保安的好事，后被世人尊奉为财神，吉祥之神，于是在此山建黄大仙庙。
京口闸遗址（“江南运河第一闸”）--在镇江润州区中华路东侧，陆小波故居北侧，该闸位于长江中下游南岸，镇江城区西侧古运河出江口，为历代漕运咽喉，交通枢纽。是隋唐直至清、民国古代江南运河的主要入江口，也是京口港上重要的水工设施之一。京口闸一般认为始建于唐代。清代康熙年间在新河建小闸，此闸遂俗称大闸。京口闸虽累有兴废，但作为江南运河通江入运第一闸的地位一直至清均没有发生变化。